# Platja de Turbeiriza
La platja de Turbeiriza, coneguda també com a Platja de El Cura, és una platja situada en l'occident del Principat d'Astúries (Espanya), en el concejo de Valdés i pertany a la localitat de la Caleya. Forma part de la Costa Occidental d'Astúries i està emmarcada en el Paisatge Protegit de la Costa Occidental d'Astúries, presentant catalogació com a Paisatge protegit, Zona d'especial protecció per a les aus, LIC.

## Descripció
La platja està molt prop dels pobles de Caneiru i Outur i per accedir a ella cal creuar el rierol que està més a l'est de Outur des d'on surt un camí ascendent que creua una muntanya. Sense abandonarlose passa per uns prats que solen tenir cavalls i baixant pel citat camí es nafra a la platja. Des del poble de «La Calella» hi ha un altre accés però té major dificuld per recórrer-ho. L'entorn té un gran atractiu paisatgístic i també geològic, ja que té una gran cova. No disposa de cap servei i l'activitat més recomanable és la pesca recreativa. Resulta necessari fer un avís important: cal anar amb compte amb la pleamar si s'accedeix des de Outur.